# 방글라데시의 코로나19 범유행
다음은 방글라데시의 코로나19 범유행 현황에 대한 설명이다.
2019~20년형 코로나바이러스 유행병이 2020년 3월 방글라데시로 확산된 것으로 확인됐다. 처음 알려진 3건의 사건은 2020년 3월 7일, 방글라데시의 IEDCR에 의해 보고되었다. 방글라데시 정부는 2020년 4월 5일 현재 2086개의 샘플을 검사하는 것을 확인했으며, 이 중 확인된 건수는 총 133건, 회복 건수는 33건, 사망자는 13명이다.
전문가들은 1억 6천만 명 이상의 인구를 가진 나라에서 충분한 테스트가 실시되지 않았다고 비판했다. 신문 보도와 소셜 미디어는 COVID-19 증상을 가진 환자들의 추가 사망에 대해 계속해서 보도했다. 사망자 중 일부는 지역 내 병원의 COVID-19 격리센터에서 치료를 받았으며 다른 일부는 감염 여부를 확인하기 위한 테스트는 실시되지 않았지만 치료를 거부당했다. 오랫동안, 증세가 있는 환자들이 전국에 보고되었지만, 테스트는 수도 다카의 IEDCR에만 집중되었다.
3월 22일, 방글라데시는 3월 26일부터 4월 4일까지 10일간의 휴업을 선언했다.
COVID-19 감염이 의심되거나 더 많은 정보가 필요할 경우 연락할 수 있도록 일련의 핫라인 번호, 이메일 주소, IEDCR의 페이스북 페이지가 제공된다.

## 배경
세계보건기구(WHO)는 12일 2019년 12월 31일 처음 WHO의 주목을 받았던 중화인민공화국 후베이성 우한시의 한 집단에서 신종 코로나바이러스가 호흡기 질환의 원인임을 확인했다. 이 군단은 처음에 우한화난수산물도매시장과 연결되어 있었다. 그러나 실험실 확정 결과가 나온 그 첫 사례들 중 일부는 시장과 연관성이 없었고, 전염병의 근원은 알려져 있지 않다.
2003년 사스와 달리 COVID-19의 경우 치명률은 훨씬 낮았지만, 총 사망자 수가 상당할 정도로 감염 경로는 훨씬 더 컸다. COVID-19는 전형적으로 약 7일 정도의 독감과 유사한 증상을 보이며, 그 후 일부 사람들은 병원에 입원해야 하는 바이러스성 폐렴의 증상으로 발전한다. 3월 19일부터 COVID-19는 더 이상 "높은 결과 감염병"으로 분류되지 않았다.

## 정부 대응
4월 5일, 셰이크 하시나 총리는 8억 달러에 달하는 경기부양책을 발표했다.

## 같이 보기
- 아시아의 코로나19 범유행